# Categorias dos Prémios Screen Actors Guild
Esta é uma lista das categorias em que são premiados anualmente os indicados ao aos Prémios do Sindicato dos Atores (ou oficialmente The Screen Actors Guild Awards), uma das mais prestigiosas cerimônias de premiação da indústria midiática estadunidense. A premiação foi estabelecida em 1995 pelo Sindicato dos Atores dos Estados Unidos (Screen Actors Guild) com a finalidade de reconhecer exclusivamente os méritos performáticos em cinema e televisão.
Cada categoria está relacionada a uma área específica da atuação na indústria cinematográfica ou televisiva. A primeira cerimônia dos prêmios Grammy ocorreu em 25 de fevereiro de 1995 para reconhecer os atores e atrizes de produções cinematográficas e televisivas lançadas ao longo de 1994. Desde então, as regras de submissão de indicados a estas categorias têm sido eventualmente adaptadas de forma a acompanhar a realidade das técnicas de atuação nas décadas recentes.

## Categorias especiais
| Categoria                                   | Nome original                        | Atribuição | Primeira cerimônia | Primeiro vencedor |
| ------------------------------------------- | ------------------------------------ | --- | ------------------ | ----------------- |
| Prémio Screen Actors Guild Life Achievement | Screen Actors Guild Life Achievement | Em reconhecimento ao alcance dos "mais apurados ideais das artes performáticas" por "atores bem estabelecidos que contribuíram para melhorar a imagem da profissão e com ativo envolvimento em questões humanitárias e de serviço". | 1962               | Eddie Cantor      |